# 霍斯舒 (北卡羅萊納州)
霍斯舒（英語：Horse Shoe）是位於美國北卡羅萊納州亨德森縣的普查規定居民點。

## 人口
根據2020年美國人口普查的數據，霍斯舒的面積為19.61平方千米，當中陸地面積為19.32平方千米，而水域面積為0.29平方千米。當地共有人口2430人，而人口密度為每平方千米123.92人。